# Pakistanische Cricket-Nationalmannschaft in Sri Lanka in der Saison 1994
Die Tour des pakistanischen Cricket-Nationalmannschaft nach Sri Lanka in der Saison 1994 fand vom 3. bis zum 28. August 1994 statt. Die internationale Cricket-Tour war Teil der internationalen Cricket-Saison 1994 und umfasste drei Test Matches und fünf ODIs. Pakistan gewann die Test-Serie 2–0 und die ODI-Serie 4–1.

## Vorgeschichte
Für beide Mannschaften war es die erste Tour der Saison. Beide Mannschaften trafen sich vorher bei dem Cricket World Cup in Australien und Neuseeland. Das letzte Aufeinandertreffen beider Mannschaften bei einer Tour fand in der Saison 1991/92 in Pakistan statt.

## Stadien
Die folgenden Stadien wurden für die Tour als Austragungsort vorgesehen.
| Stadion                                 | Stadt   | Kapazität | Spiele                |
| --------------------------------------- | ------- | --------- | --------------------- |
| Paikiasothy Saravanamuttu Stadium (PPS) | Colombo | 15.000    | 1. Test               |
| R. Premadasa Stadium (RPS)              | Colombo | 35.000    | 1., 2., 5. ODI        |
| Sinhalese Sports Club Ground (SSC)      | Colombo | 10.000    | 3. & 4. ODI & 2. Test |
| Asgiriya Stadium                        | Kandy   | 10.300    | 3. Test               |

## Test Matches

### Erster Test in Colombo
| 9. – 13. August Scorecard | Colombo (PPS) | Pakistan 390 (126.2) & 318-4d (91) | – | Sri Lanka 226 (68) & 181 (47) |
|                           |               | Pakistan gewinnt mit 301 Runs      |   |                               |

### Zweiter Test in Colombo
| 18. – 23. August Scorecard | Colombo (SSC) | Sri Lanka | – | Pakistan |
|                            |               | Abgesagt  |   |          |

### Dritter Test in Kandy
| 26. – 28. August Scorecard | Kandy | Sri Lanka 71 (28.2) & 234 (61.3)               | – | Pakistan 357 (87.5) |
|                            |       | Pakistan gewinnt mit einem Innings und 52 Runs |   |                     |

## One-Day Internationals

### Erstes ODI in Colombo
| 3. August Scorecard | Colombo (RPS) | Sri Lanka 200-6 (50)           | – | Pakistan 169-1 (30.2/42) |
|                     |               | Pakistan gewinnt mit 9 Wickets |   |                          |

### Zweites ODI in Colombo
| 6. August Scorecard | Colombo (RPS) | Pakistan 180-8 (50)             | – | Sri Lanka 181-3 (47.2) |
|                     |               | Sri Lanka gewinnt mit 7 Wickets |   |                        |

### Drittes ODI in Colombo
| 7. August Scorecard | Colombo (SSC) | Pakistan 237-7 (50)          | – | Sri Lanka 218 (49) |
|                     |               | Pakistan gewinnt mit 19 Runs |   |                    |

### Viertes ODI in Colombo
| 22. August Scorecard | Colombo (SSC) | Sri Lanka 174-9 (50)           | – | Pakistan 175-5 (41.4) |
|                      |               | Pakistan gewinnt mit 5 Wickets |   |                       |

### Fünftes ODI in Colombo
| 24. August Scorecard | Colombo (RPS) | Pakistan 187 (49.5)          | – | Sri Lanka 160 (48.1) |
|                      |               | Pakistan gewinnt mit 27 Runs |   |                      |